# Pierre Lacan
Pour les articles homonymes, voir Lacan.
Pierre Lacan est un acteur, scénariste et réalisateur français. En 2011, il sort son premier long-métrage, Légitime Défense.

## Biographie
Pierre Lacan a d’abord étudié les sciences économiques à Paris, puis est devenu acteur. Il a travaillé notamment avec Peter Brook, Jacques Rivette, Denis Dercourt, Bertrand Tavernier... Ses expériences l’ont conduit à jouer à Londres avec une compagnie anglaise, à voyager en Inde, au Japon... Pendant un an, il a participé à l’émission de comédie Les Nouveaux sur Canal+.
En 1999, il passe derrière la caméra avec un premier court-métrage, Combien tu m’aimes, avec Natacha Régnier et Serge Hazanavicius. Depuis 2001, il se consacre principalement à l’écriture et à la réalisation, et enchaîne trois autres courts métrages - Sommeil profond avec Jean-Francois Gallotte, Les corps solitaires et Frédérique amoureuse avec Valérie Donzelli, Serge Hazanavicius et Laurent Schilling - qui remportent de nombreux prix dans divers festivals.

## Filmographie

### Réalisateur

#### Longs métrages
- 2011 : 
  - Légitime Défense

#### Courts métrages
- 2004 : 
  - Frédérique amoureuse
- 2002 : 
  - Les corps solitaires
- 2000 : 
  - Sommeil profond
- 1999 : 
  - Combien tu m'aimes

#### Télévision
- 2015 : Un parfum de sang

### Scénariste

#### Longs métrages
- 2011 : 
  - Légitime Défense

#### Courts métrages
- 2004 : 
  - Frédérique amoureuse
- 2002 : 
  - Les corps solitaires
- 2000 : 
  - Sommeil profond
- 1999 : 
  - Combien tu m'aimes

### Acteur

#### Cinéma
- 2002 : 
  - Les corps solitaires de Pierre Lacan
  - Laissez-passer de Bertrand Tavernier
- 2001 : 
  - Origine contrôlée de Ahmed Bouchaala et Zakia Tahri
- 2000 : 
  - Un bon flic de Olivier Marchal
- 1998 : 
  - Les Cachetonneurs de Denis Dercourt
- 1997 : 
  - Francorusse de Alexis Miansarow
  - Mauvais genre de Laurent Bénégui
- 1995 : 
  - Haut bas fragile de Jacques Rivette
  - Marie de Nazareth de Jean Delannoy
- 1986 : 
  - On a volé Charlie Spencer de Francis Huster

#### Télévision
- 2005 :
  - Félix Leclerc de Claude Fournier (série télévisée)
- 2003 :
  - Caméra Café  (série télévisée/3 épisodes)
- 2001 :
  - Salut la vie de Daniel Janneau (téléfilm)
- 2000 :
  - Sur quel pied danser? de Jacques Fansten (téléfilm)
  - Paris-Deauville de Isabelle Broué (téléfilm)
  - Julie Lescaut (série télévisée), épisode 4 saison 9, L'inconnue de la nationale de Daniel Janneau : David Chanain
- 1997 :
  - Un homme en colère (série télévisée/1 épisode)
- 1994 :
  - Highlander (série télévisée/1 épisode)
- 1993 :
  - Les Aventures du jeune Indiana Jones de Jim O'Brien (série télévisée/1 épisode)
  - Ce soir avec les nouveaux de Pascal Duchène (série télévisée/1 épisode)